# Funenkade

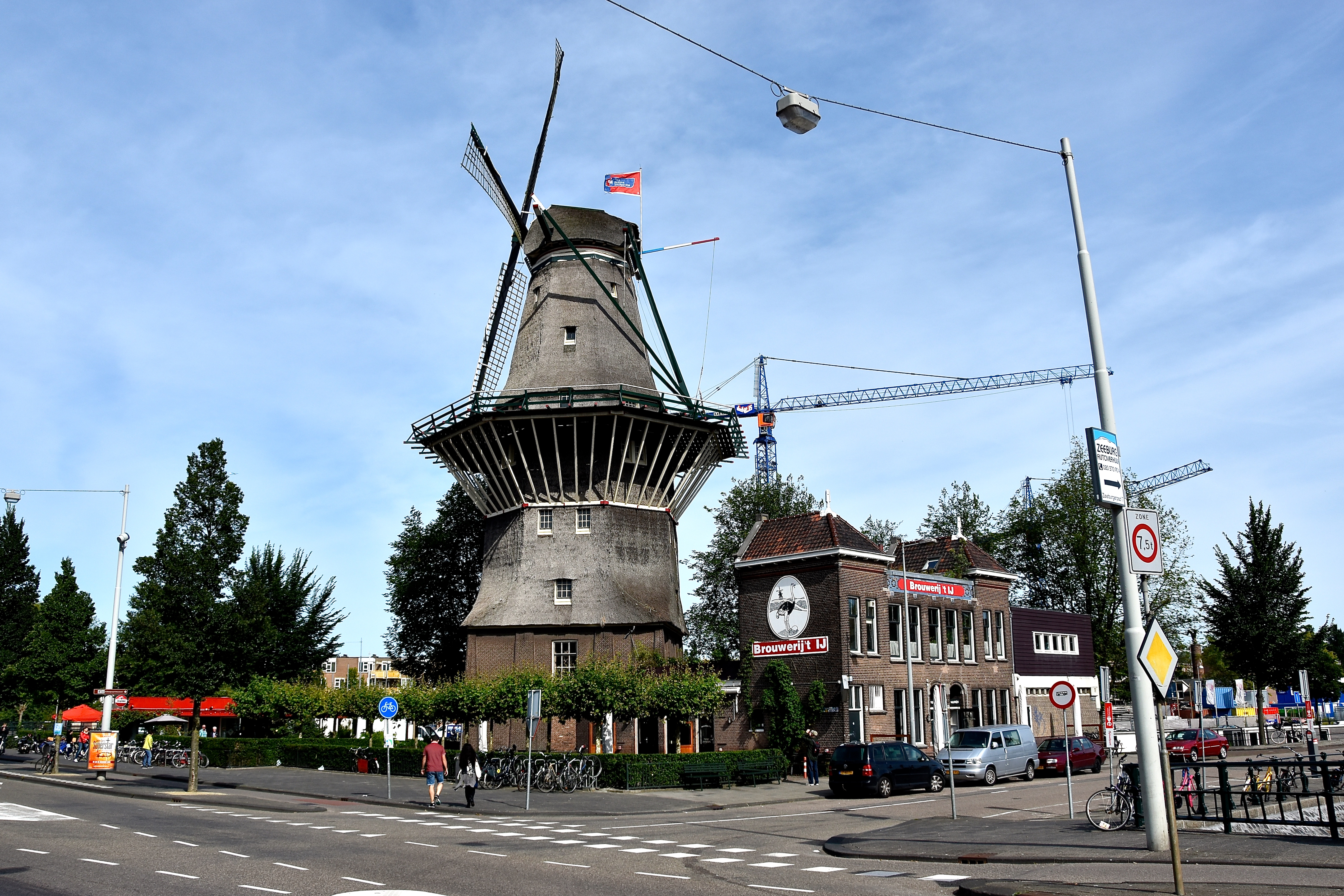
Molen De Gooyer met rechts de brouwerij (2015)

De Funenkade is een straat in Amsterdam-Centrum.

## Geschiedenis en ligging
De plaats waar de kade ligt, kwam bij de uitleg van 1658 binnen de stad te liggen en werd sindsdien de Funen genoemd. Daarbij werd vermoedelijk verwezen naar het Deense eiland Funen waar Michiel de Ruyter met zijn vloot in 1659 hielp dat land zijn eilanden terug te krijgen na de Slag in de Sont met Zweden. Officieel kreeg de plek pas haar naam per raadsbesluit van 7 juli 1909. Ook de naam van de in 1975 gesloopte Funenkerk verwijst naar Funen; het rond 2003 aangelegde Funenpark (parkachtige woonwijk) eveneens.
De kade hoort niet specifiek bij een waterweg. De kade hoort bij een waterstroom die de Oostenburgergracht en de Nieuwe Vaart verbindt, maar gaat over in een kade van de eveneens naamloze waterweg tussen de Nieuwe Vaart en het Lozingskanaal/Singelgracht.  
Artistieke kunstwerken in de openbare ruimte zijn er niet te vinden; de kade is sinds haar aanleg rond 1900 geheel voetgangersgebied.

## Gebouwen
De kade vouwt zich als het ware rond de stellingmolen en rijksmonument De Gooyer, dat ook het grootste gebouw is aan de kade; het kreeg huisnummer 5. Dat kan ook niet anders want er staat aan deze kade slechts nog slechts één ander gebouw dat huisnummer 7 meekreeg.

### Funenkade 7
Dit gebouw werd neergezet rond 1910. Het was het eerste openbare badhuis van de stad. De wijken Oostelijke Eilanden en Dapperbuurt kenden veelal woningen waarin geen wasgelegenheid was ingebouwd. In het begin van de  20e eeuw probeerde de stad een betere hygiëne te bereiken door het bouwen van badhuizen. De bouw hier kwam langzaam van de grond; het traject nam drie jaar in beslag, vandaar dat op de ontwerptekening nog Zeeburgerpad staat wordt vermeld. De opening van het badhuis was in januari 1911. Het gebouw werd ontworpen door Bernard Springer werkend voor/bij de Dienst der Publieke Werken met een wel zeer verschillende aanpak in het wassen van mannen en vrouwen. Mannen kregen 17 douchecellen toebedeeld; vrouwen slechts één (met twee badkuipen). De toegangen waren daarbij gescheiden. Het badhuis werd geëxploiteerd en schoongemaakt door de gemeentelijke Dienst WSBZ. In het eerste jaar maakten mannen 45.002 keer gebruik van de douchen; vrouwen hadden 3062 gebruik gemaakt van de douche en 7135 keer van een kuipbad.  De stijl van het gebouw is vrij standaard voor die tijd. De aantallen cellen bleek al ras onvoldoende. Het badhuis was nauwelijks open of er werd om een tweede badhuis gevraagd; de gemeente ging op zoek naar een geschikte plek en vond die in de Zaanstraat en nabij het Hortusplantsoen. Toch bleef het aan de Funenkade behelpen. Beginjaren twintig kwam een aanbouw, die januari 1925 in gebruik werd genomen. Deze is architectonisch interessanter. Ze is gebouwd in de stijl van de Amsterdamse Stijl, echter de specifieke architect is niet bekend; de Publieke Werken werkte als collectief en vermeldde geen specifieke namen. De stijl is mede herkenbaar door het wisselende metselverband alsmede bouwkundige elementen, lage vensters etc.
Het badhuis verloor aan importantie toen in genoemde wijken door grootscheepse sanering oude woningen tegen de vlakte gingen en werden vervangen door nieuwbouw, waarin standaard een douchecel werd ingebouwd. In het begin van de jaren tachtig viel dan ook het doek voor het badhuis aan de Funenkade. Al snel vond men een geïnteresseerde voor het gebouw: Brouwerij 't IJ. Zij kwam hier mede omdat de waterketels hergebruikt konden worden voor het bier. Bovendien was een flink deel ondergronds, een automatische koeling, vloeren waren van graniet het ruimten waren betegeld.

## Kunstwerken
De kade ligt tussen die bruggen:
- brug 78 naar het Zeeburgerpad
- Dageraadsbrug (brug 353) tussen Sarphatistraat en Oostelijke Eilanden
- Oosterbeerbrug (brug 354) tussen Zeeburgerstraat en Zeeburgerdijk